# Kundalpadi Peraje, Madikeri
Kundalpadi Peraje là một làng thuộc tehsil Madikeri, huyện Kodagu, bang Karnataka, Ấn Độ.